# Skyddsportal

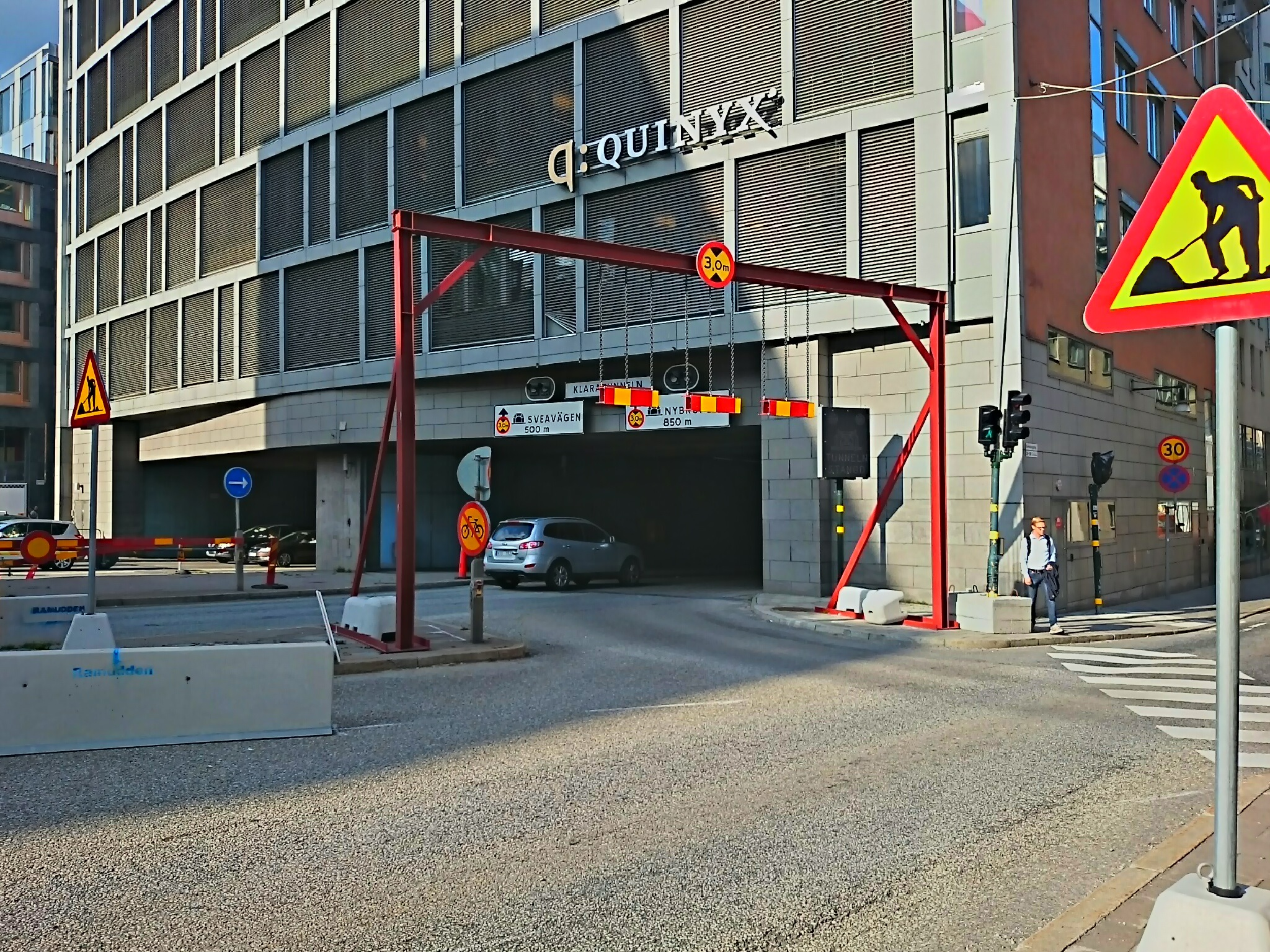
En "bondfångare" för att varna fordon som är för höga innan de åker in i tunneln. Stockholm, Sweden.

Skyddsportal (populärt kallat bondfångare) används för att se till att fordon inte är för höga vid passage av hinder. Finns vanligtvis vid järnvägskorsningar med elektrifierad järnväg, vissa broar och under en del kraftledningar.

## Utförande och syfte
Skyddet kan bestå av planka, lina eller rör kompletterat med skylt som varnar för vilken fara som avses. Vid järnvägskorsningar (plankorsningar) och kraftledningar brukar det stå "Livsfarlig ledning". Om höjden är under "fri höjd" (lägre än 4.5 meter) brukar detta vara kompletterat med vägmärke C17, "begränsad fordonshöjd" .

Begränsad fordonshöjd

Regelskydd kompletteras ibland med ett varningssystem som i sin enklaste form kan bestå av plaströr som slår i fordon som är för höga och därmed varnar föraren i tid. Även elektroniska varningsanordningar förekommer med växelvis blinkande gula ljus eller elektronisk skylt som tänder en varningstext.
En anledning till skydden är många incidenter där lastbilar som haft för hög last fastnat i tunnlar och broar och stoppat upp trafiken. När en sådan olycka inträffar i en järnvägsbro i Sverige stoppas även järnvägstrafiken tills Trafikverket har inspekterat bron. Även om skyddet inte förhindrar olyckor eller följdkonsekvenser kan det minska omfattningen.